# Albert Souques
Albert Souques, né le 6 février 1890 à Saint-Péray et mort le 13 juin 1942 à Nice, est un militaire et résistant français, Compagnon de la Libération. 

## Biographie

### Jeunesse et engagement
Fils d'un receveur des contributions et d'une ménagère, Albert Souques naît le 6 février 1890 à Saint-Péray, en Ardèche. Il s'installe dans le Gard, où il est élève de l'école des mines d'Alès. Le 7 octobre 1911, il débute son service militaire au 40e régiment d'infanterie,. Il est promu caporal le 19 avril 1912 puis est admis aux cours d'élève officier de réserve le 1er octobre suivant,. Promu sous-lieutenant de réserve, il est affecté au 58e régiment d'infanterie (58eRI) et effectue un bref retour à la vie civile avant de revenir dans ce régiment le 5 janvier 1914 pour effectuer un stage censé durer un an,. Cependant, la première guerre mondiale éclate, entraînant Albert Souques dans les campagnes du 58e RI.

### Première Guerre mondiale
Lors de la bataille des frontières et de la campagne de Lorraine, il participe à la Bataille de Morhange au cours de laquelle il est blessé par balle à l'épaule le 19 août 1914, en allant récupérer l'un de ses hommes blessé,. Pour cette action, il reçoit une première citation à l'ordre du corps d'armée,. Il prend ensuite part à la Bataille de la Marne puis à la seconde bataille de Champagne,. Il est admis dans l'armée d'active le 8 février 1915, avec effet rétroactif au 2 décembre 1914. Le début de son cursus d'ingénieur à l'école des mines lui permet de passer à l'arme du Génie. Mis à disposition du 38e corps d'armée en septembre 1915, il se distingue en réalisant des écoutes efficaces de jour et de nuit dans les secteurs de Vaudemange, Sillery et du fort de la Pompelle,. Muté au 7e régiment du génie le 12 juin 1916, il est promu lieutenant le 21 juin suivant puis passe au 3e régiment du génie le 11 février 1917 et au 6e régiment du génie le 13 juin 1917,. 
Engagé dans la bataille du Chemin des Dames et dans la bataille des monts de Champagne, il se distingue par l'excellence de son travail de construction de mines et gagne une seconde citation à l'ordre du corps d'armée le 1er septembre 1917, suite à une blessure reçue le 29 août précédent alors qu'il travaillait à son chantier,. Il suit ensuite son régiment dans la bataille de champagne de 1918 et obtient ses galons de capitaine le 26 juillet de cette année,. Tout au long de l'avancée des troupes alliées au cours de l'offensive des Cent-Jours, il commande sa compagnie avec efficacité, permettant la réparation des voies de communication détruites par l'ennemi, favorisant la progresion des unités françaises et obtenant ainsi sa troisième citation, cette fois à l'ordre de l'armée,. Après l'Armistice du 11 novembre 1918, il retourne dans l'infanterie en étant muté au 55e régiment d'infanterie le 23 décembre puis au 201e régiment d'infanterie territoriale en septembre 1919,.

### Entre-Deux-Guerres
Du 24 octobre 1919 au 18 août 1920, il participe à l'occupation de la Rhénanie, d'abord au sein du 1er régiment d'infanterie dont il fait partie depuis le 1er octobre 1919, puis à compter du 5 janvier 1920 au 172e régiment d'infanterie. Attaché administrativement à ce dernier, il est dans la pratique adjoint au général commandant la place de Landau. De retour en France, il effectue un bref passage au 19e bataillon de chasseurs à pied auquel il a été affecté le 12 juillet 1920 puis est finalement démobilisé le 23 juillet suivant.
Il retrouve l'armée six ans plus tard en effectuant un temps de service en Algérie de novembre 1926 à septembre 1927 dans les rangs du 2e régiment de tirailleurs algériens. Le 1er octobre 1927, il est admis à l'école supérieure d'intendance militaire et en ressort avec le grade d'intendant militaire adjoint. Affecté aux troupes coloniales, il est brièvement affecté à la direction de l'intendance des troupes coloniales à Paris à partir de septembre 1929 avant de partir pour l'Afrique-Occidentale française (AOF) le 1er février 1930. De retour en métropole en mars 1932, il se trouve à nouveau à Paris où il sert à la 2e section de sous-intendance coloniale avant d'être détaché au ministère de la guerre en juin de la même année. Il est promu intendant militaire de 2e classe le 25 septembre 1935 et retourne en Afrique de 1936 à 1938,. Il revient en France pour occuper un poste à la direction des services militaires du ministère des colonies,. En février 1940, il débute un séjour en Afrique-Équatoriale française (AEF).

### Seconde Guerre mondiale
En août 1940, au moment où les colonies de l'AEF se rallient à la France libre, Albert Souques choisit de rejoindre lui-aussi le général de Gaulle. Promu intendant-général de 2e classe en février 1941, il est envoyé en Syrie après la conquête de celle-ci et y est chargé de l'organisation administrative des forces françaises libres du Levant. En janvier 1942, il effectue une mission en Amérique du Nord puis rejoint l'État-Major du général de Gaulle à Londres en mars 1942 pour y exercer la fonction de secrétaire général du commissariat national à la guerre. 
En décembre 1942, il part pour l'océan indien où il est l'un des adjoints du Haut-commissaire Legentilhomme à Madagascar et à La Réunion. Après un passage à Alger en juin 1943, il est affecté à Dakar où il est directeur général de l'intendance des forces terrestres en AOF,. 

### Après-Guerre
Promu intendant-général de 1re classe en octobre 1945, il revient en France en août 1946 et devient directeur général de l'intendance à la 9e région militaire de Marseille jusqu'à sa retraite en février 1950.
Albert Souques meurt le 13 mars 1952 à Nice.

## Décorations
|  |  |  |  |  |  |
|  |  |  |  |  |  |
|  |  |  |  |  |  |

| Commandeur de la Légion d'Honneur Par décret du 13 janvier 1949 | Commandeur de la Légion d'Honneur Par décret du 13 janvier 1949 | Commandeur de la Légion d'Honneur Par décret du 13 janvier 1949 | Compagnon de la Libération Par décret du 5 juillet 1943 | Compagnon de la Libération Par décret du 5 juillet 1943 | Compagnon de la Libération Par décret du 5 juillet 1943 | Croix de guerre 1914-1918 Avec une palme et deux étoiles de vermeil | Croix de guerre 1914-1918 Avec une palme et deux étoiles de vermeil | Croix de guerre 1914-1918 Avec une palme et deux étoiles de vermeil |
| Médaille des blessés de guerre                                  | Médaille des blessés de guerre                                  | Médaille des blessés de guerre                                  | Croix du combattant                                     | Croix du combattant                                     | Croix du combattant                                     | Médaille interalliée de la Victoire                                 | Médaille interalliée de la Victoire                                 | Médaille interalliée de la Victoire                                 |
| Médaille commémorative de la guerre 1914-1918                   | Médaille commémorative de la guerre 1914-1918                   | Médaille commémorative de la guerre 1914-1918                   | Médaille commémorative de la guerre 1914-1918           | Officier de l'Ordre de l'Étoile noire (Bénin)           | Officier de l'Ordre de l'Étoile noire (Bénin)           | Officier de l'Ordre de l'Étoile noire (Bénin)                       | Officier de l'Ordre de l'Étoile noire (Bénin)                       |                                                                     |